# José Toribio Merino
Santiago José Toribio Merino Castro (født 14. december 1915 i La Serena, Chile, død 30. august 1996) var en chilensk general og kupmager. Merino blev i 1973 udnævnt af Augusto Pinochet som general for flåden og medlem af militærjuntaen, der afsatte Salvador Allende ved et statskup og regerede Chile i 17 år.
Admiral Merino nævnes i Salvador Allendes afskedstale, hvor han af Allende benævnes således:
[...] de er også den moralske fordømmelse af dem, der har svigtet den ed, de har afgivet: Chiles soldater, officerer på høje kommandoposter og admiral Merino, der har udnævnt sig selv; senor Mendoza, den foragtelige general, der endnu i går forsikrede om sin troskab og sin loyalitet mod regeringen og som ligeledes selvbestaltet har udnævnt sig til generaldirektør for carabineros [...].[kilde mangler]